# ألفرد ولز
ألفرد ولز (بالإنجليزية: Alfred Wells) هو صحفي وقاضي ومحامي وسياسي أمريكي، ولد في 27 مايو 1814 في داغسبورو في الولايات المتحدة، وتوفي في 18 يوليو 1867. حزبياً، نشط في الحزب الجمهوري والحزب الديمقراطي. وقد انتخب عضو مجلس النواب الأمريكي.